# 横内 (平塚市)
横内（よこうち）は、神奈川県平塚市にある地区。郵便番号は254-0002。

## 概要
平塚市の北部で、渋田川の東側に位置する。北側には東海道新幹線と県道44号伊勢原藤沢線が東西に、中心には神奈川中央交通のバス路線となっている市道が南北に貫く。
また、南西にはピアノ騒音殺人事件の舞台となった県営横内団地が存在する。

## 歴史
- 1966年（昭和41年） - 西田村から大字横内となる[4]。
- 1974年（昭和49年）8月28日朝 - ピアノ騒音殺人事件が起こる。

## 世帯数と人口
2023年（令和5年）5月1日現在（平塚市発表）の世帯数と人口は以下の通り。
- 世帯数 - 3661世帯
- 人口 - 7973人

## 交通
以下のバス停留所が存在する。
- 横内上（新幹線高架付近） - 伊82・平68・平86系統。伊82系統は伊勢原駅発着であるが、平68・平86系統は平塚駅発着である[7]。

- 横内四ツ角（「横内」交差点付近） - 伊82・平63・平65・平67・平68・平86系統、平塚市シャトルバス横内ルート。先述の伊82系統は伊勢原駅発着、平塚市シャトルバスは市民病院発着であるが、そのほかは平塚駅発着であり、その中でも平63・平65・平67系統は田村車庫発着である[8]。

- 横内公民館入口（ローソン平塚横内店と静岡中央銀行平塚支店の中間） - 伊82・平63・平67・平68・平86系統、平塚市シャトルバス横内ルート[9]。

- 横内下（セブンイレブン平塚横内店より北に約250m進んだ位置） - 伊82・平63・平67・平68・平86系統、平塚市シャトルバス横内ルート[10]。

- 横内団地前（「横内団地入口」交差点付近） - 伊82・平63・平67・平68・平86系統、平塚市シャトルバス横内ルート[11]。

上記のバス路線は、平65系統を除き中心を南北に貫く市道を走行する。